# FC Viktoria Cologne 1904
 (août 2023).
Si vous disposez d'ouvrages ou d'articles de référence ou si vous connaissez des sites web de qualité traitant du thème abordé ici, merci de compléter l'article en donnant les références utiles à sa vérifiabilité et en les liant à la section « Notes et références ».
Maillots
Actualités
Dernière mise à jour : 05/08/2023.
Le FC Viktoria Cologne 1904 (en Allemand: FC Viktoria Köln 1904) est un club allemand de football fondé le 22 juin 2010 et basé à Cologne. Il évolue au Sportpark Höhenberg.
Le club a été fondé en juin 2010 pour succéder au SCB Viktoria Köln en faillite.

## Repères historiques
- 1904 : fondation du FC Germania Kalk.
- 1909 : fusion du FC Germania Kalk avec le FC Kalk pour former le SV Kalk 04.
- 1911 : fusion du SV Kalk 04 avec le Mülheimer FC pour former le VfR Mülheim-Kalk 04.
- 1912 : fondation du SC Preußen Dellbrück.
- 1918 : SV Kalk 04 renommé en VfR Köln 04.
- 1949 : fusion entre le VfR Köln 04  et le Mülheimer SV 06 pour former le SC Rapid Köln 04.
- 1957 : fusion entre le SC Rapid Köln 04 et le SC Preussen Delbrück pour former le SC Viktoria 04 Köln.
- 1994 : fusion entre le SC Viktoria 04 Köln et le SC Brück pour former le SC Brück Preussen Köln.
- 2002 : SC Brück Preussen Köln renommé en SC Brück Viktoria Köln.
- 2010 : faillite du SC Brück Viktoria Köln et fondation du FC Viktoria Köln 1904.

### Effectif actuel 2022-2023
| N° | Nat.                   | Poste | Nom du joueur                          |
| -- | ---------------------- | ----- | -------------------------------------- |
| 1  | Drapeau de l'Allemagne | G     | Ben Voll                               |
| 2  | Drapeau de l'Allemagne | D     | Lars Dietz                             |
| 4  | Drapeau de l'Allemagne | M     | Jeremias Lorch                         |
| 5  | Drapeau de l'Allemagne | D     | Daniel Buballa                         |
| 6  | Drapeau de l'Allemagne | M     | Patrick Sontheimer                     |
| 7  | Drapeau de l'Allemagne | M     | Simon Handle                           |
| 9  | Drapeau de l'Allemagne | A     | André Becker                           |
| 10 | Drapeau de l'Allemagne | A     | David Philipp                          |
| 11 | Drapeau de l'Allemagne | A     | Federico Palacios                      |
| 13 | Drapeau de l'Allemagne | A     | Luca de Meester                        |
| 14 | Drapeau de l'Allemagne | A     | Robin Meißner (en prêt de Hambourg SV) |
| 15 | Drapeau de l'Allemagne | D     | Christoph Greger                       |
| 16 | Drapeau de l'Allemagne | M     | Florian Engelhardt                     |
| 17 | Drapeau de l'Allemagne | M     | Florian Heister                        |
| 18 | Drapeau de l'Allemagne | M     | Kevin Lankford                         |

| No. | Nat.                       | Position | Nom du joueur                                 |
| --- | -------------------------- | -------- | --------------------------------------------- |
| 19  | Drapeau de l'Allemagne     | A        | Simon Stehle (en prêt de Hanovre 96)          |
| 20  | Drapeau de l'Allemagne     | D        | Jamil Siebert (en prêt de Fortuna Düsseldorf) |
| 21  | Drapeau de l'Allemagne     | M        | Ben Klefisch (en prêt de RB Leipzig)          |
| 23  | Drapeau de l'Allemagne     | M        | Moritz Fritz                                  |
| 24  | Drapeau de l'Allemagne     | G        | Kevin Rauhut                                  |
| 25  | Drapeau de l'Allemagne     | G        | Elias Bördner                                 |
| 26  | Drapeau de l'Allemagne     | M        | Hamza Saghiri                                 |
| 28  | Drapeau de l'Allemagne     | D        | Patrick Koronkiewicz                          |
| 30  | Drapeau de l'Allemagne     | M        | Luca Marseiler                                |
| 31  | Drapeau de l'Allemagne     | M        | Marcel Risse                                  |
| 34  | Drapeau de l'Allemagne     | M        | Benjamin Hemcke                               |
| 36  | Drapeau de l'Allemagne     | D        | Ilhan Altuntas                                |
| 37  | Drapeau de l'Allemagne     | M        | Niklas May                                    |
| 38  | Drapeau de la Corée du Sud | A        | Seokju Hong                                   |
| 39  | Drapeau de l'Allemagne     | D        | David Kubatta                                 |

Mise à jour au 31 août 2022

### Staff
| Nationalité | Nom             | Fonction               |
| ----------- | --------------- | ---------------------- |
|             | Marian Wilhelm  | Entraineur             |
|             | Kristopher Fetz | Entraineur Adj.        |
|             | Kevin Rauhut    | Entraineur de gardiens |
|             | Florian Braband | Entraîneur Athlétique  |

## Anciens joueurs
- Vladimir Beara
- Hans Sturm
- Aziz Bouhaddouz
- Mariusz Kukiełka
- Giovanni Federico
- Markus Brzenska
- Sebastian Mielitz
- Albert Bunjaku

## Ancien logo

Historique des logos des clubs précédents du Viktoria Cologne
Logo du VfR Köln 04
Logo du Mülheimer SV 06
Logo du SC Rapid Köln
Logo du SC Preußen Dellbrück
Logo du SC Brück

Historique des logos de Viktoria Cologne
Logo du SC Viktoria Köln 1957-1994
Logo du SCB Preußen  Köln 1994-2002
Logo du SCB Viktoria Köln 2002-2007
Logo du SCB Viktoria Köln 2007-2010
Logo du FC Viktoria Köln 1904 depuis 2010